# 岩羊属
岩羊属（學名：Pseudois）是牛科、羊亚科下的一属，传统上包含岩羊（Pseudois nayaur）和倭岩羊（Pseudois schaeferi）2 个物种，产自中国西部和喜马拉雅山区。21 世纪以来的遗传学研究认为倭岩羊并非独立物种，而是岩羊四川亞種（P. n. szechuanensis）的特殊变异种群，这表明岩羊属是仅含岩羊 1 个物种的单型属。